# Mirko Tomassoni
Mirko Tomassoni (Città di San Marino, 24 aprile 1969) è un politico sammarinese.
È membro del Corpo della Polizia Civile di San Marino dal 1994; dal 1999 è distaccato con compiti amministrativi. È stato membro della Giunta di Castello di Montegiardino, dove risiede con la moglie e la figlia, dal 1987 al 1992, dal 1994 al 1997 e dal 2003 al 2005.
Costretto sulla sedia a rotelle per un incidente nel 1998, nel 2004 ha fondato l'associazione Attiva-Mente di cui è anche Presidente.
In occasione delle elezioni politiche del 2006, è stato eletto al Consiglio Grande e Generale nella lista del Partito dei Socialisti e dei Democratici.
Dal 1º ottobre 2007 al 1º aprile 2008 è stato Capitano Reggente in coppia con Alberto Selva. Si è trattato del primo Capitano Reggente con disabilità e membro del Corpo di Polizia della storia della Repubblica.
Membro del Consiglio Grande e Generale della Repubblica d San Marino nella XXVI, XXVII, XXVIII e XXIX  Legislatura, dal 2006 è Membro del Gruppo Nazionale di San Marino presso l’Unione Interparlamentare, di cui è anche stato nominato nel gennaio 2017. Tomassoni è inoltre membro della 1ª e 4ª Commissione Consiliare Permanente.
Dal 2014 al 2017 è stato Presidente della Sezione di San Marino dell’International Police Association (IPA)
Dal 1º ottobre 2018 al 1º aprile 2019 è Capitano Reggente in coppia con Luca Santolini.